# Pelle Gudmundsen-Holmgreen

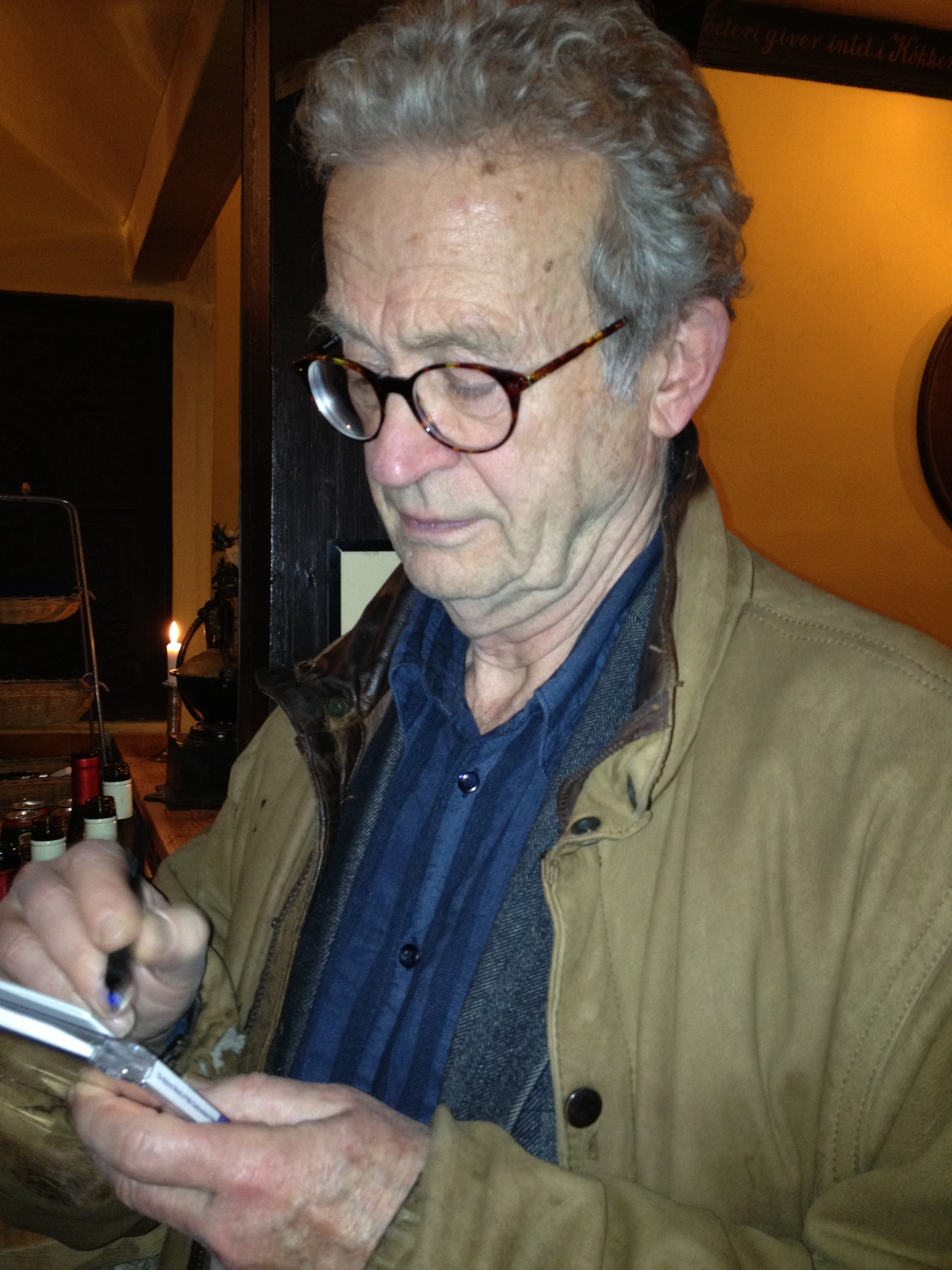
Pelle Gudmundsen-Holmgreen

Pelle Gudmundsen-Holmgreen (* 21. November 1932 in Kopenhagen; † 27. Juni 2016) war ein dänischer Komponist.

## Leben und Werk
Pelle Gudmundsen-Holmgreen studierte am Königlichen Musikkonservatorium in Kopenhagen und trat 1955 mit ersten Werken hervor. Seine frühen Werke sind von Carl Nielsen, Vagn Holmboe, Béla Bartók und Igor Strawinski beeinflusst. Um 1960 näherte er sich der Darmstädter Seriellen Musik an (wie auch die Komponisten Per Nørgård und Ib Nørholm) und ließ sich von Pierre Boulez, Karlheinz Stockhausen und György Ligeti beeinflussen.
Am Ende des Jahrzehnts entwickelte sich sein Stil zu einer „neuen Einfachheit“ weiter. Reduktion und Minimalismus, auch Wiederholungen kennzeichnen Gudmundsen-Holmgreens Musik, bis hin zu „absurder Provokation“. Den Gedanken der Absurdität fand er in den Werken von Samuel Beckett, die er in den 1950er Jahren für sich entdeckte. Seine Musik bezieht Inspiration auch aus Gregorianischem Gesang, Barockmusik, Jazz, griechischer und spanischer Volksmusik, John Cage und Edgard Varèse. Anregungen außerhalb der Musik fand er in der US-amerikanischen Pop Art eines Robert Rauschenberg.
Seine „Symfoni/Antifoni“ (1978) wurde mit dem Musikpreis des Nordischen Rates ausgezeichnet und in den Dänischen Kulturkanon 2006 aufgenommen. Gudmundsen-Holmgreen schrieb außerdem neun Streichquartette, Stücke für Klavier und Orgel, Kammermusik, Konzerte für Cello und Klavier, Ensemble- und Orchestermusik.
Pelle Gudmundsen-Holmgreen lebte und arbeitete in Kopenhagen und auf der Insel Samsø.